# Imagine d'Isembourg-Limbourg
Imagine d'Isembourg-Limbourg ou Imagina d'Isembourg-Limbourg (née vers 1255 – morte le 29 septembre 1313?) est une aristocrate allemande épouse du Roi de Germanie Adolphe de Nassau.

## Biographie

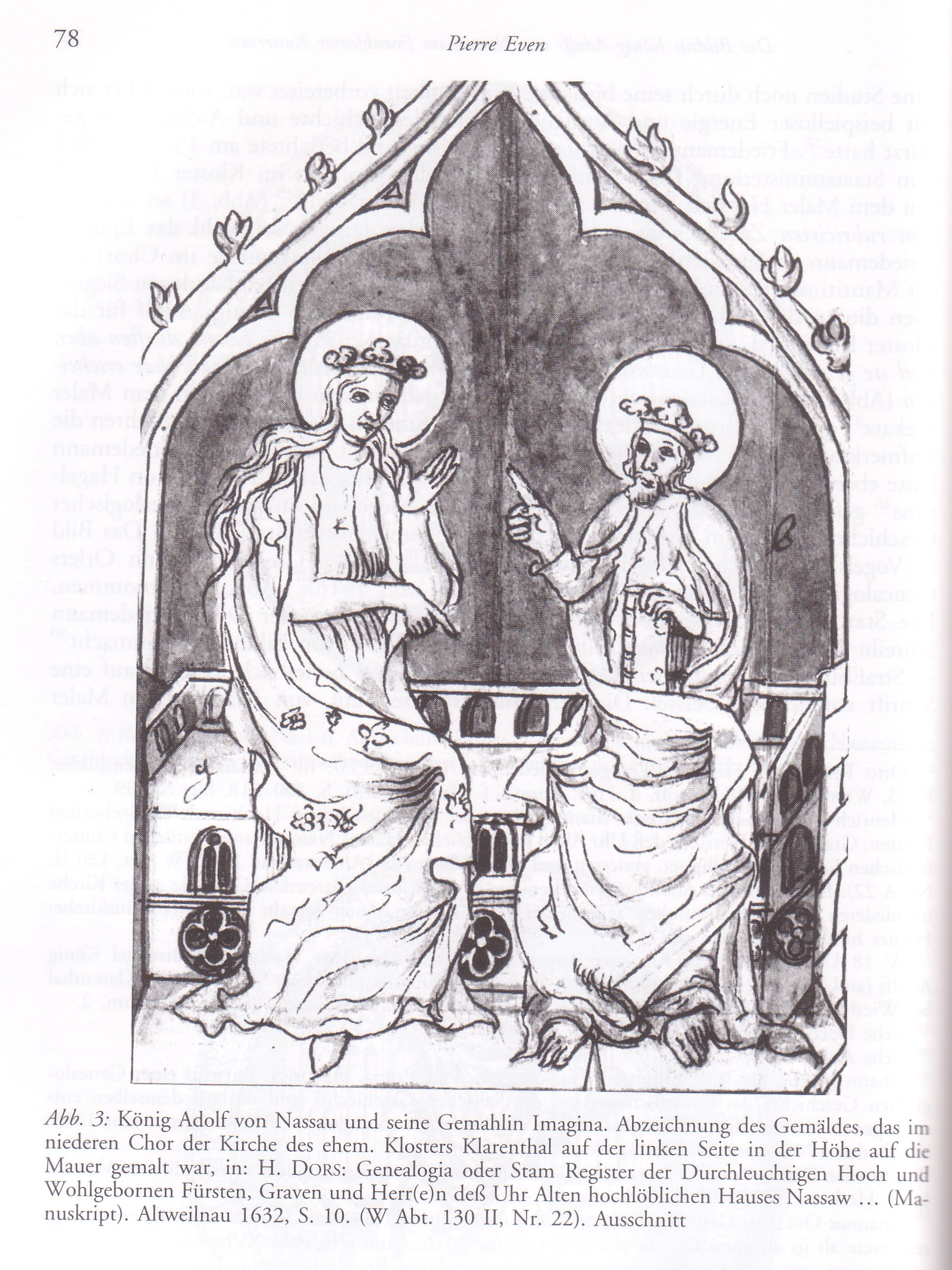
Roi Adolphe de Nassau et son épouse Imagina d'Isembourg-Limbourg. Peinture murale de l'abbaye de Klarenthal, dessiné par Dors, 1632

Imagine nait vers 1255 probablement en Limbourg-sur-la-Lahn elle est la fille de Gerlier Ier de Limbourg et d'Imagina de Blieskastel. Son père issu de la Maison de Limbourg (de), une lignée collatérale de la maison d'Isembourg, contrôle Limbourg-sur-la-Lahn. Ses grands-parents paternels sont Henri Ier d'Isembourg et son épouse Irmingarde de Büdingen, comtesse de Cleberg.
En 1270, elle épouse le comte Adolphe de Nassau, de la lignée walramienne de la maison de Nassau. Leurs résidences principales se trouvent au château d'Idstein et au château de Sonnenberg. Après l’élection d'Adolphe comme roi des romains le 1292, elle réside principalement au château d'Achalm (de) lorsqu'elle n'accompagne pas son époux dans ses déplacements.
Après la mort d'Adolphe en 1298 lors de la Bataille de Göllheim, Imagine fait ériger une première  "Croix du Roi" gothique sur le champ de bataille. En 1309, elle est témoin du transfert des restes de son défunt mari de l'Abbaye de Rostenthal (de) dans l'actuelle Kerzenheim) à la cathédrale de Spire.
Imagine survit à son époux deux décennies mais ne se remarie pas. Pour vivre son veuvage, Imagine prit initialement le château de Weilbourg puis déménagea à l'Abbaye de Klarenthal près de Wiesbaden, où sa fille Adelheid exerce la fonction d'abbesse. Imagine meurt dans l'abbaye de Klarenthal le 29 septembre 1313 et y est inhumée.

## Postérité
Au moins huit enfants naissent de l'union d'Imagina et d'Adolphe de Nassau:
- Henri mort en enfance ;
- Adélaïde de Nassau, (décédée en 1338), elle fut abbesse à Karenthal ;
- Imagine de Nassau ;
- Robert VI de Nassau (de) (décédé en 1305), il épousa Agnès de Bohème (fille du duc Venceslas II de Bohême) ;
- Mathilde de Nassau (en) (1280-1323), en 1294 elle épousa le duc Rodolphe Ier du Palatinat (1274-1319), (fils de Louis II de Bavière (1229-1294) ;
- Gerlier Ier de Nassau, comte de Nassau-Wiesbaden ;
- Adolphe de Nassau (1292-1294) ;
- Valéran III de Nassau (1294-1324) (nl) (1294-1324), co-comte de Nassau-Wiesbaden de 1298 à 1324.

## Source
(de). A. Ullrich, Die Landes- und Kirchengeschichte des Herzogthums Nassau von den ältesten Zeiten bis zur Reformation in übersichtlichem Zusammenhang, 2e Édition. Wiesbaden, 1862.